# 米山雄太
米山雄太（1981年11月25日—），日本男性演員，出身於山梨縣。

## 演出作品

### 舞台/音樂劇
- 「網球王子舞台劇 The Treasure Match 四天寶寺 feat.冰帝」 - 飾 石田銀（B組演員）（2009年2月6日-3月31日）
- 「網球王子舞台劇 Dream live 6th」 - 飾 石田銀（B組演員）（2009年5月2日-3日　東京、5月9日-10日　神戸）
- 「網球王子舞台劇 The Final Match 立海 First feat. 四天寶寺」 - 飾 石田銀（B組演員）（2009年7月-10月）

## 相關網站
- 米山雄太オフィシャルブログ「お米屋」 （页面存档备份，存于）（2009年4月20日～）
- 米山雄太オフィシャルブログ Welcome to※お米屋※ （页面存档备份，存于）(旧ブログ）